# Дерех Бурма

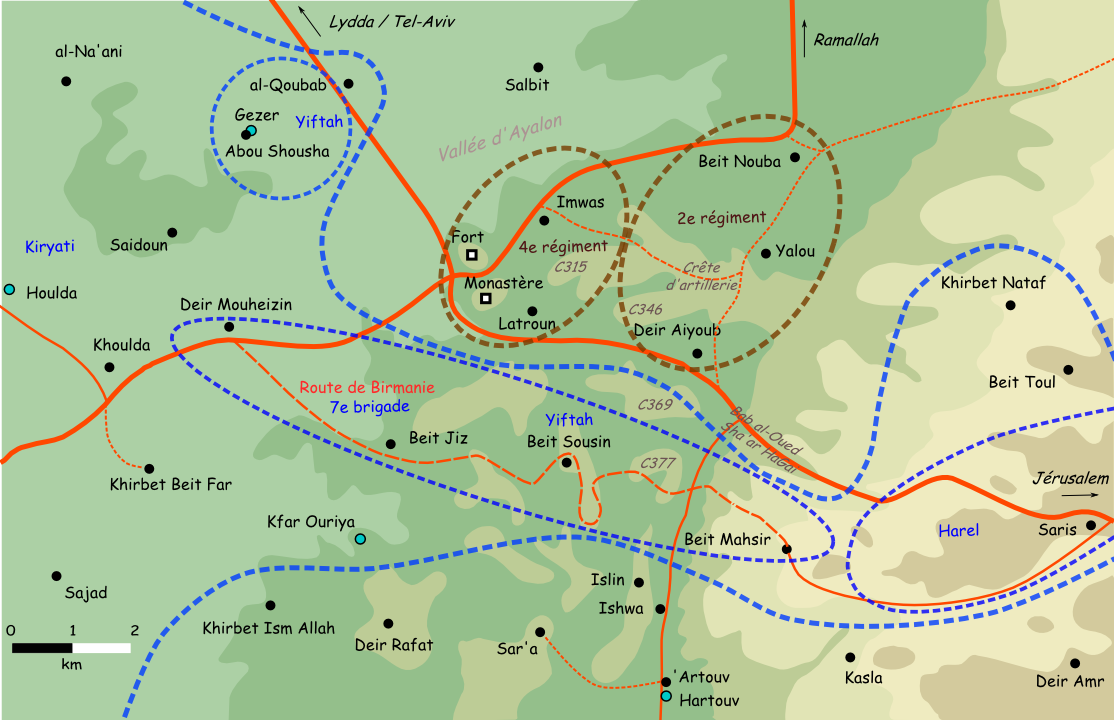
Карта района на 11.06.1948 г.

Дерех Бурма (ивр. דרך בורמה‎) или израильская «Бирманская дорога» — временная дорога между окрестностями Рамле и Абу-Гошем, в обход блокированного участка основной дороги из Тель-Авива в Иерусалим. Она была построена израильскими войсками под руководством Микки Маркуса в мае—июне 1948 года во время Арабо-израильской войны, чтобы обеспечить доставку грузов в блокированный арабами Иерусалим.

## Предыстория

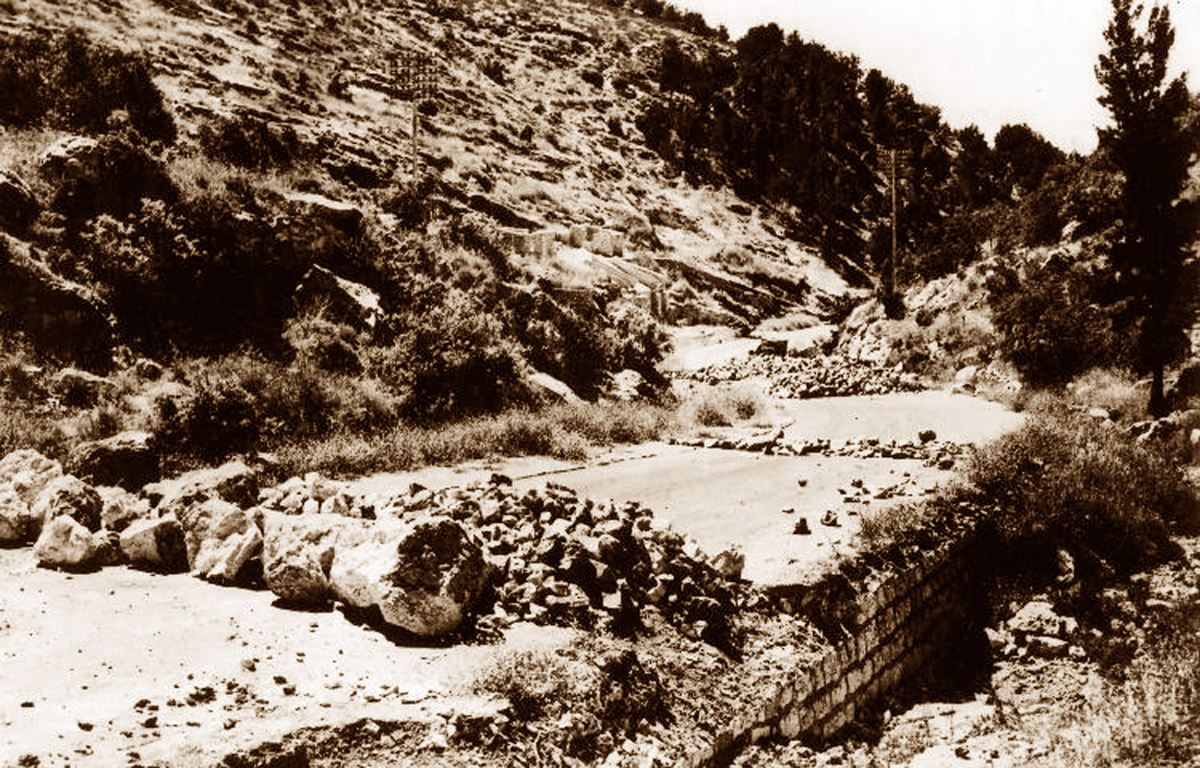
Блокированная дорога на Иерусалим, 1948 г.

Во время Арабо-израильской войны 1947—1949 гг. дорога из Тель-Авива в Иерусалим стала местом ожесточённых боёв между евреями и арабами, в конечном счёте блокировавшими Иерусалим и препятствовавшими доставке в город грузов еврейскими конвоями.
На первой стадии войны, от принятия 29 ноября 1947 года ООН решения о разделе Палестины, и до провозглашения государства Израиль 14 мая 1948 года, арабские вооружённые силы, наряду с нападениями на конвои на протяжении дороги Тель-Авив — Иерусалим, взяли под свой контроль «Иерусалимский коридор» (часть нынешнего шоссе № 1 от развязки Шаар ха-Гай до Кастеля, проходящую среди господствующих над нею высот.
Еврейские конвои несли тяжёлые потери и часто не могли пробиться к Иерусалиму.
20 апреля 1948 года арабы отбили высоты около развязки Шаар ха-Гай, и перекрыли дорогу Тель-Авив — Иерусалим.
В результате операции Нахшон, блокаду Иерусалима удалось прервать, но арабам удалось вновь перекрыть дорогу. В конечном счёте 10-й бригаде «Пальмаха» удалось овладеть этим участком, но последующая часть дороги в Иерусалим оставалась под арабским контролем. Ситуация стала ещё тяжелее после того, как 14 мая 1948 года британские войска покинули Латрунский монастырь и полицейский форт, доминировавшие над дорогой на Иерусалим, передав их частям трансиорданского Арабского легиона.
Последующие попытки израильских войск в мае—июле 1948 года закрепиться в этом районе успехом не увенчались, несмотря на тяжелейшие потери, понесённые израильскими войсками. Ещё почти 20 лет, до Шестидневной войны 1967 года, Латрун оставался под арабским контролем.
Таким образом, после того, как было перерезаны главная дорога на Иерусалим, а после объявления независимости Израиля 14 мая, и трубопровод, доставлявший воду в Иерусалим из прибрежной равнины, «осажденный Иерусалим был лишён всех источников снабжения. Вода и съестные припасы выдавались населению в самом ограниченном количестве».
Все это ставило под угрозу сохранение еврейского присутствия в городе. Небольшое количество поставок, в основном боеприпасы, были переправлены по воздуху, но нехватка продовольствия, воды, топлива и лекарств становилась все более острой. Руководство Израиля опасалось, что евреи Иерусалима будут вынуждены сдаться Арабскому легиону, и стало искать способ обойти блокаду.

## Строительство дороги и прорыв блокады Иерусалима

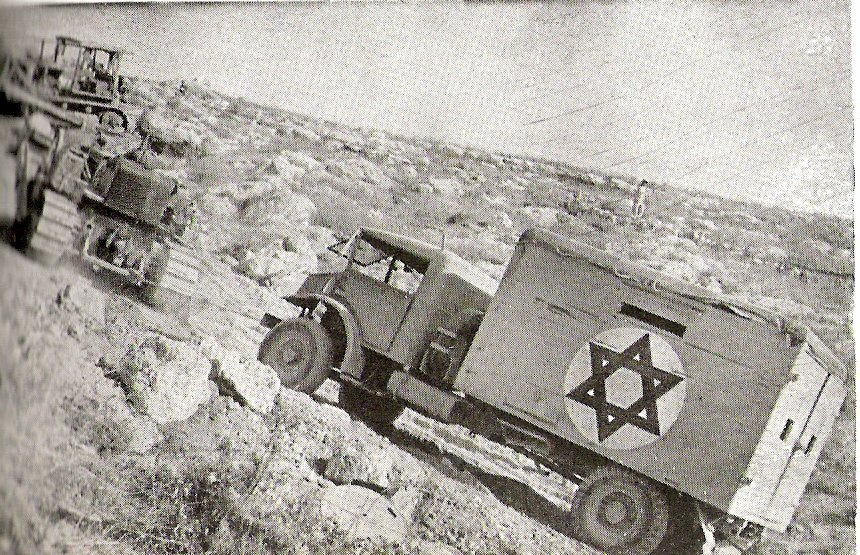

Одним из тех, кто предложил проложить обходную дорогу в конечном её варианте, был Микки Маркус. Предположительно, и идея названия дороги, связанного с Бирманской дорогой, построенной между Бирмой и Китаем союзниками в годы Второй мировой войны, принадлежит ему.
Дорога проходила в обход Латруна и проходившего возле него участка основной дороги из Тель-Авива в Иерусалим (современное шоссе 1, от окрестностей Рамле, через кибуц Хульда и деревни Бейт-Джиз и Бейт-Сусин (близ кибуца Харель), затем пересекала нынешнее шоссе 38 южнее развязки Шар ха-Гай, оттуда она поднималась к Бейт-Махсир (Бейт-Меир), Сарису (Шореш и Шоэва), а затем переходила, в районе Абу-Гоша, где находились подразделения бригады «Харель», в старую дорогу на Иерусалим.
Первые пробные конвои были проведены по «Маршруту газелей» в середине мая, но оказалось, что и Арабский легион тоже знаком с этим путём. 16 мая по маршруту успешно прошёл одиночный броневик. 18 мая, после того, как несколько командиров «Пальмаха» (Амос Хорев, Зерубавель Арбель и Бенни Дункельман) проверили его накануне, по нему был послан конвой, но он был подвергнут тяжёлому обстрелу полевых пушек QF 25 pounder Арабского легиона в той части маршрута, которая была видна из Латруна.
Кроме того, в руках арабов оставался проходивший с севера на юг коридор между Латруном и Бейт-Гуврином, контролируемый арабами из деревень Бейт Джиз и Бейт Сусин. Эти деревни удалось взять только 28 мая, что позволило соединить вновь созданную 7-ю бригаду и бригаду «Харель», дислоцировавшиеся, соответственно, западнее и восточнее этого коридора. До этого, ещё несколько групп прошли пешком всю или часть дороги незамеченными. В ночь на 29 мая группа из 150 человек прошла маршрут от Хульды до развязки Шар ха-Гай, оставшись незамеченной арабами. В архивах Армии обороны Израиля (АОИ) есть запись о том, что 29 мая генерал М. Маркус, Шломо Шамир (командир 7-й бригады) и его офицеры, и инженерный персонал прибыли в район дороги для обсуждения мер по организации безопасного прохождения моторизированных конвоев от Хульды до Иерусалима.
Критичной частью дороги был участок после Бейт Сусин, где её перепады по высоте достигали 12,5 %. Кроме того, часть её, видимая из Латруна, была смещена на южные склоны. Все это требовало проведения значительных инженерных работ для того, чтобы транспортные средства смогли пройти по дороге.
После проведения предварительных работ, в ночь на 31 мая из Хульды был послан первый конвой в составе 10 джипов, но он был вынужден вернуться после того, как один из джипов опрокинулся на участке дороге возле Бейт Сусин.
В ночь на 1 июня, после проведённых работ на дороге, в сторону расположения бригады «Харель» вышел второй конвой. Пассажирам пришлось не раз перетаскивать груз вручную и подталкивать машины на трудных участках через выбоины и каменные завалы, но в конечном счёте, конвой прибыл в Иерусалим, означая тем самым прорыв блокады города.
В последующие дни параллельно со срочным строительством и расширением дороги были организованы конвои для срочной доставки грузов в Иерусалим. Наряду с бойцами и командирами «Хаганы» / «Пальмаха», в их организации и осуществлении участвовали также члены Иргуна и ЛЕХИ.
В зависимости от качества дороги, на различных её участках использовались джипы и ослы, или носильщики. Вскоре выяснилось, что становится реальным достижение соглашения о прекращении огня, в соответствии с условиями которого движение товаров и оружия должны были контролироваться инспекторами ООН, а новые дороги не могли быть построены. Поэтому, было важно перевезти в Иерусалим максимальное количество оружия и завершить строительство дороги к 10 июня 1948 года.
К этому моменту руководство трансиорданского Легиона поняло, что происходит, и начало обстреливать Бейт-Сусин и окрестности, но пушки стреляли вслепую, так как сама дорога под хребтом им видна не была. Атаки арабских снайперов были более успешными. В ночь на 6 июня они убили одного человека, работающего на дороге, и ранили троих.
8 июня, когда к строительству подключилась компания Солель Боне с её техникой, арабы усилили огонь артиллерии и снайперов, убив двух работников компании и ранив ещё двоих. Работы продолжались. 9 июня арабы предприняли попытку установить контроль над дорогой, атаковав Бейт Сусин. В ходе боя израильтяне потеряли 8 погибших и 20 раненых, но отстояли дорогу. К этому моменту по дороге уже были перевезены тонны продуктов питания и военные грузы, но вплоть до 11 июня, около четырёх километров дороги все ещё требовали участия носильщиков, часть грузов перевозилась на ослах.
11 июня, в первый день прекращения огня, дорога впервые была пройдена с использованием полностью моторизованного транспорта. Однако на спешно проложенной и активно эксплуатировавшейся дороге вскрылись выбоины, и только 14 июня, после дополнительных работ, инспекторы ООН объявили о признании дороги.
Параллельно, по второму участку дороги, были проложены трубы для доставки в Иерусалим воды и топлива. Этот же маршрут использовался для контрабанды оружия втайне от инспекции ООН.

## Отражение в искусстве
- Фильм «Cast a Giant Shadow» (1966) о Микки Маркусе, одна из основных частей которого посвящена строительству дороги.[11]
- Фильм «O' Jerusalem» (2006) со сценами доставки продовольствия и других грузов в осаждённый Иерусалим.[12]